# Akodon caenosus
Akodon caenosus és una espècie de mamífer rosegador de la família dels cricètids. Viu al nord-oest de l'Argentina i el centre-sud de Bolívia. Fou descrit el 1918 i des d'aleshores se l'ha classificat com a espècie a part i com a subespècie de A. lutescens (anteriorment A. puer). L'espècie A. aliquantulus, descrita el 1999 a partir d'uns espècimens molt petits trobats a l'Argentina, es considera un sinònim de A. canosus. El seu nom específic, caenosus, significa ‘fangós’ en llatí.